# 眼带叶鰕虎鱼
眼带叶鰕虎鱼（学名：Gobiodon oculolineatus）为輻鰭魚綱鱸形目鰕虎亞目鰕虎鱼科叶鰕虎鱼属的鱼类，為亞熱帶海水魚，分布于西北太平洋琉球群島、小笠原群島、西沙群岛等，属于暖水性鱼类。其常见于珊瑚丛中，為一夫一妻制，生活習性不明。